# ビリー・エップラー

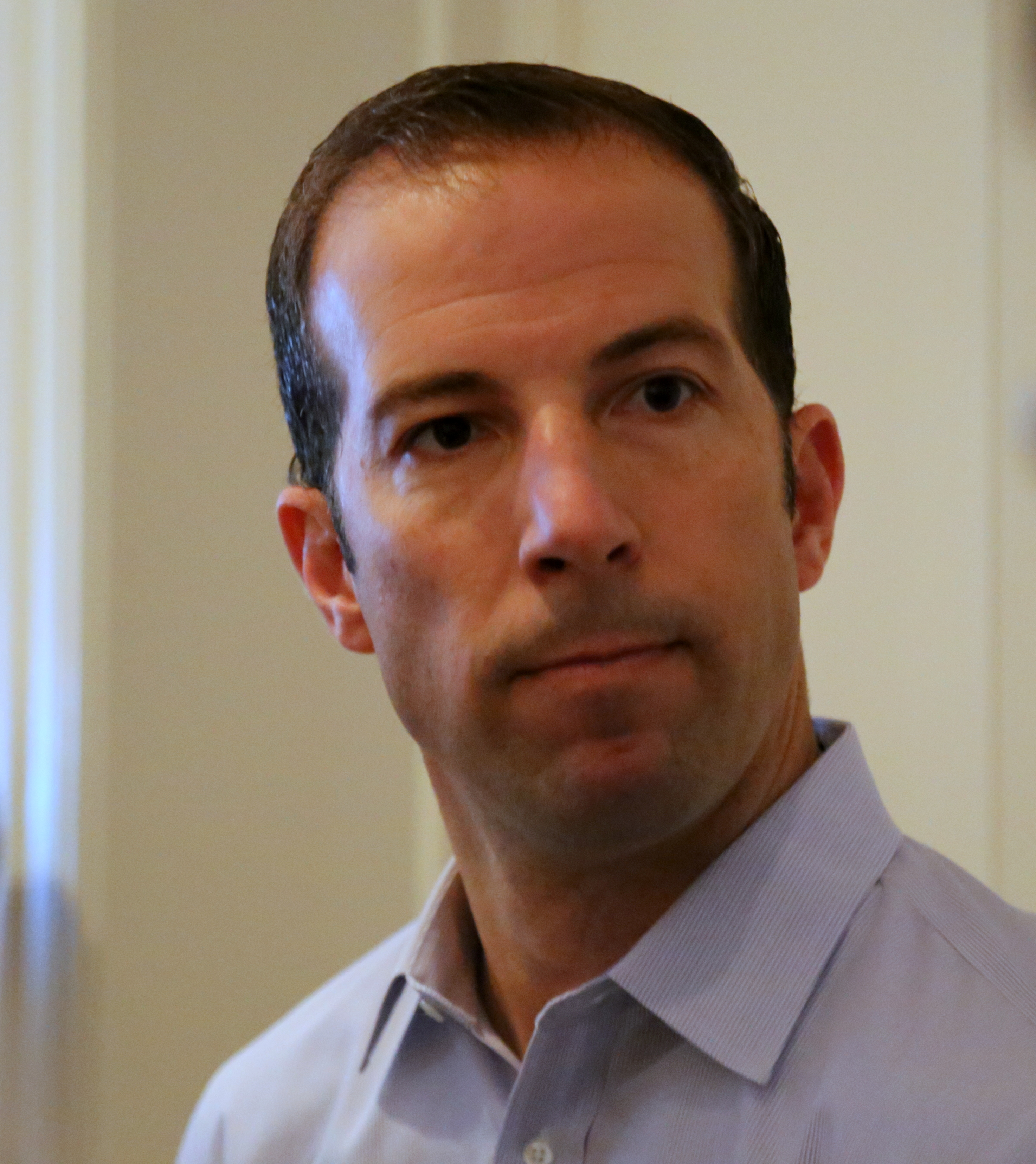
2015年

ビリー・エップラー（Billy Eppler、1975年9月16日 - ）は、MLBのニューヨーク・メッツのゼネラルマネージャー （2021年11月 - 2023年10月）。

## 来歴
カリフォルニア州サンディエゴ生まれ。自身もコネチカット大学時代に野球を投手としてプレーしていたが、右肩を痛めて選手を断念した。
1998年に大学卒業後は財務アナリストとして活動するが、9ヶ月で退職した。その後、インターンとしてNFLのワシントン・レッドスキンズへの勤務を経て2000年にはコロラド・ロッキーズのパートタイムスカウトに就任した。2004年シーズン終了後からはニューヨーク・ヤンキースへ移り、スカウトやブライアン・キャッシュマンの右腕としてGM補佐を務めた。
2015年10月4日、ロサンゼルス・エンゼルスのGMに就任した。
2017年12月8日、ポスティングシステムを利用してメジャーリーグに挑戦を表明していた大谷翔平の獲得に成功した。大谷の代理人であるネズ・バレロから入団の電話がかかってきた際には「文字通り床に崩れ落ちて」喜び、自らの「結婚と息子の誕生に匹敵」するくらいに感激したという。
2020年9月28日、エンゼルスのGMを解任された。
2021年11月18日、ニューヨーク・メッツのGMに就任した。2023年10月5日に辞任。